# Antinori

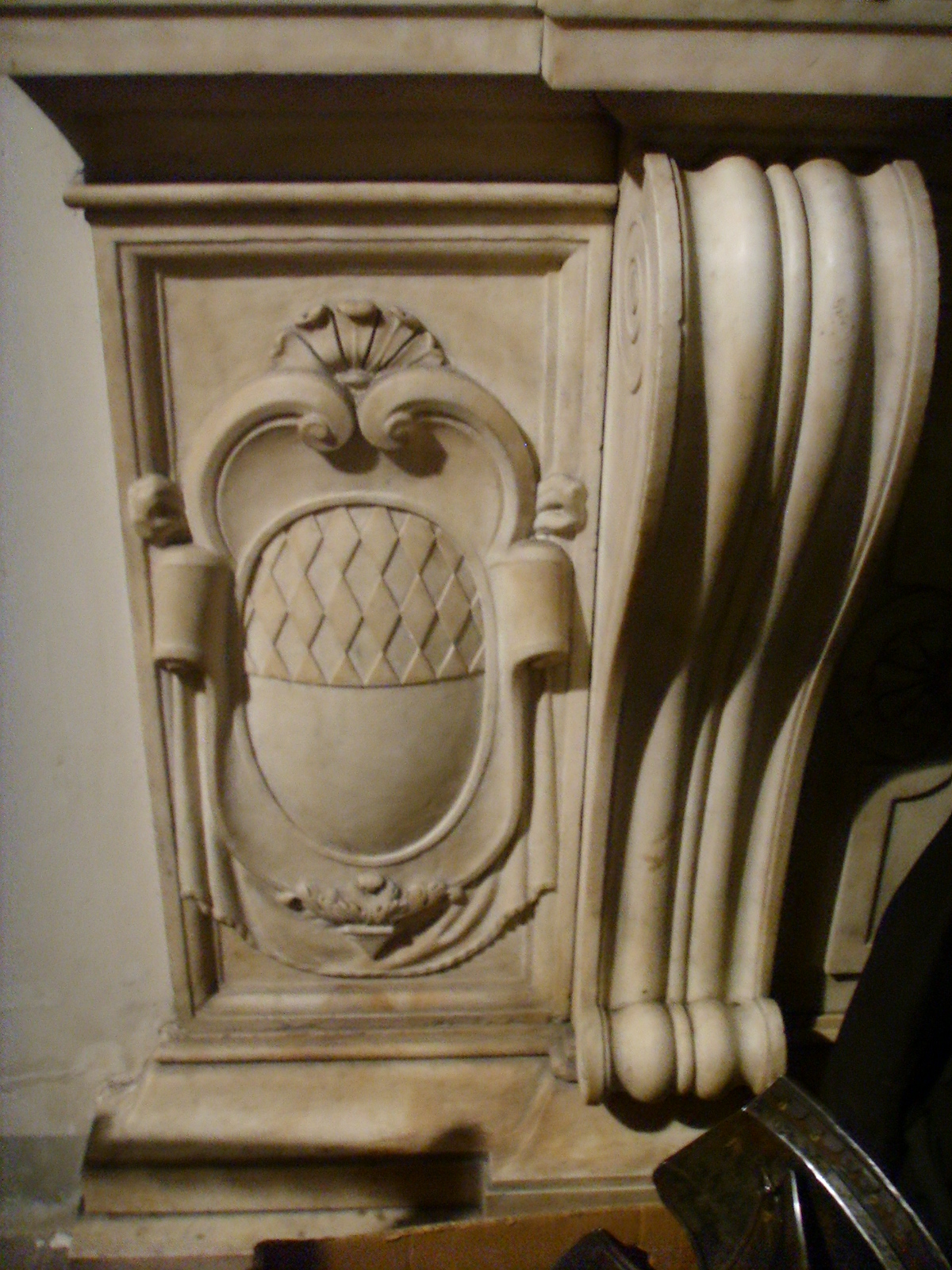
Stemma di Casa Antinori, Cappella Antinori, Chiesa di San Gaetano, Firenze

Gli Antinori sono un'antica famiglia patrizia di Firenze. Col tempo ebbero anche il titolo di Marchesi, mentre un ramo stabilitosi nel sud Italia ebbe nel XV secolo il ducato di Brindisi. Ad oggi è la decima azienda familiare più antica del mondo.

## Storia

### Origini
La famiglia è originaria di Combiate, dove possedeva alcuni castelli nel Medioevo. Con le guerre tra guelfi e ghibellini, ebbero notevoli danni nelle campagne e decisero di trasferirsi a Firenze dove ormai confluivano da più di un secolo le famiglie più in vista di tutto il contado agricolo. Le prime case conosciute della famiglia sono in Via de' Serragli, una strada entrata a far parte da poco della città entro le mura.

### Ascesa
Nel 1302 troviamo Filippo e Chiaro Antinori tra gli iscritti all'Arte della Seta: essi furono tra i protagonisti dell'incredibile successo della seta fiorentina nei mercati europei, e fondarono le filiali corporative di Bruges e Lione. Tra il 1336 e il 1340, gli anni economicamente più redditizi per la città, gli Antinori avevano avviato una compagnia di affari che era tra le più rilevanti di Firenze. I capifamiglia Lippo e Piero Antinori erano alla testa di quest'impresa che produceva forti guadagni e che riuscì anche a salvarsi dalla tragica catena di fallimenti che aveva portato alla chiusura dei banchi dei Bardi, dei Peruzzi e, a catena, di altre imprese. Contemporaneamente all'ascesa economica si manifesta anche quella politica: arrivano le cariche pubbliche come quelle di priore o di gonfaloniere per molti suoi componenti, i quali si distinsero sempre per la condotta prudente e per il buon senso politico. Col passaggio del potere dalla struttura repubblicana a quella granducale, la famiglia resta comunque in buoni rapporti con tutti i membri della classe dirigente, traendo vantaggi dalla buona amministrazione che vede negli Antinori alcuni tra i più attivi promotori. Nel 1385 Giovanni di Pietro Antinori si iscrisse all'Arte dei Vinattieri: da allora la produzione vinicola non ha avuto sosta.
Dedicarsi ad essa era solo in apparenza una professione "minore" e a queste infatti si sarebbero votati presto altri personaggi della famiglia che, con le loro scelte, avrebbero oltrepassato quel tradizionale rapporto di produzione e smercio minuto, comune alla maggior parte dei notabili proprietari di beni rurali. Già nel XVII il vino Antinori sarebbe diventato così rinomato da ottenere un riconoscimento letterario nel poema celebrativo intitolato "Bacco in Toscana" di Francesco Redi.

### XV secolo

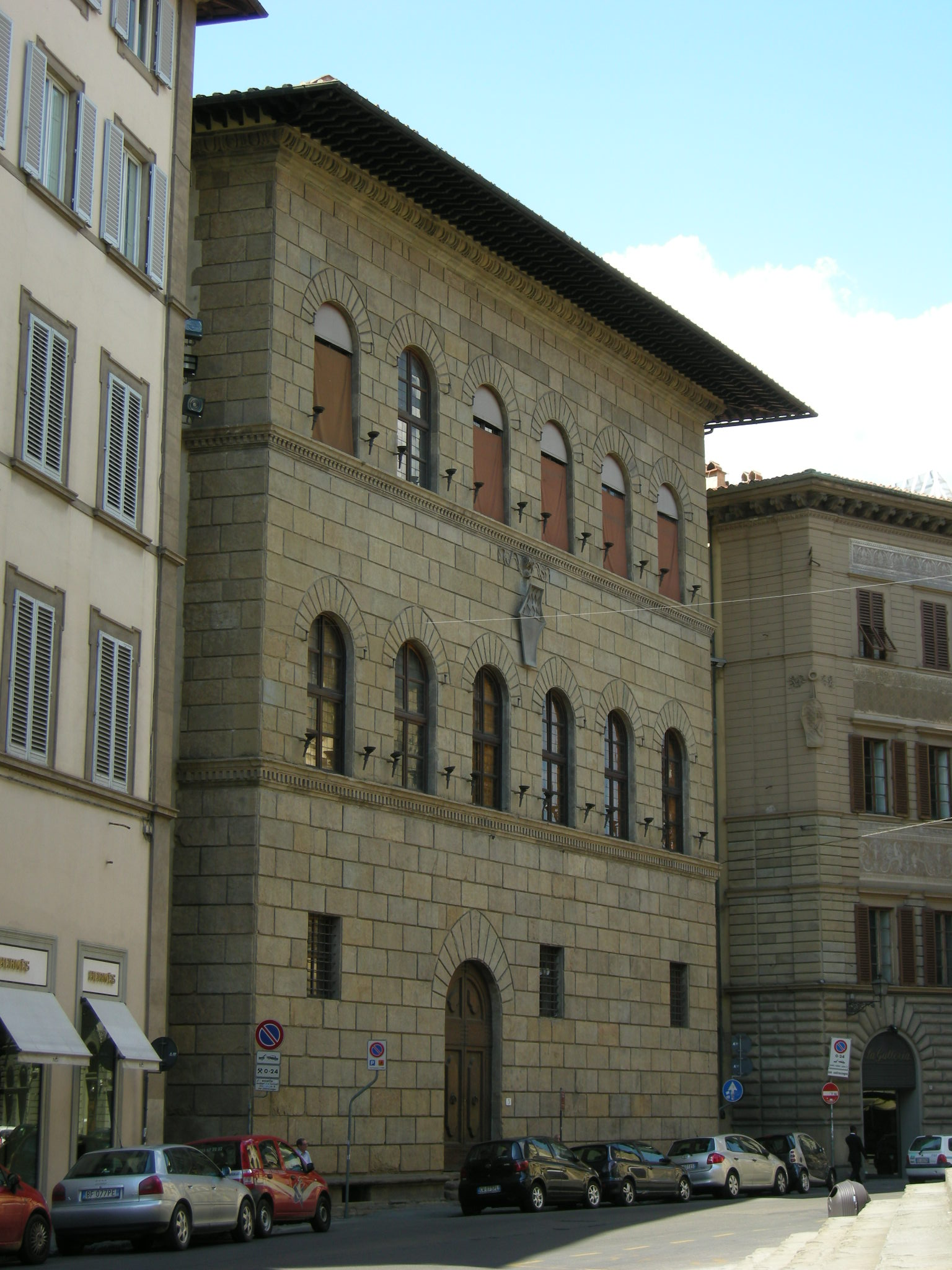
Firenze, Palazzo Antinori

Nel Quattrocento un ramo della famiglia, discendente da Antonio di Giovanni Antinori, si trasferì a Napoli, dove ebbe altrettanta fortuna che a Firenze, guadagnandosi la stima del Re e ricevendo il ducato di Brindisi.
Intanto a Firenze i due fratelli Antonio e Bernardo di Tommaso Antinori si distinguono per il loro successo politico. Il nipote di Bernardo, Niccolò Antinori acquista nel 1506 dalla famiglia Martelli il palazzo di famiglia, in quella che poi sarà chiamata Piazza Antinori in loro onore. La bella costruzione opera di Giuliano da Maiano e Baccio d'Agnolo fu il suggello della raggiunta prosperità familiare, ed è tutt'oggi abitata dagli Antinori.

### Epoca recente
Dal Duecento ai giorni nostri si possono identificare oltre 400 esponenti del casato Antinori, vissuti nell'arco di circa 27 generazioni, artefici con le loro azioni e con le loro personalità non solo della propria storia, ma anche di quella della città e dello Stato a cui appartenevano.
Oggi gli interessi familiari sono soprattutto focalizzati sulla produzione vinicola, che ha raggiunto livelli di eccellenza nelle numerose tenute agricole nella zona del Chianti Classico e non solo, con vini rossi, bianchi e vinsanti. Nel Palazzo Antinori di famiglia viene gestito un rinomato ristorante chiamato la "Cantinetta Antinori".

## Alcuni personaggi di spicco
- Monsignor Ludovico Antinori, fu scelto da Papa Pio IV per affiancare il cardinale Giovanni Morone che presiedeva il Concilio di Trento, e in seguito diffondere i risultati del concilio in Francia alla corte di Caterina de' Medici.
- Antonio Antinori fu sul finire del Seicento tesoriere a Palazzo Pitti per Vittoria della Rovere e poi per suo figlio, il granduca Cosimo III.
- Vincenzo Antinori fu scienziato e matematico, direttore nell'Ottocento del Museo della Specola, allora Museo di fisica e storia naturale. Fu nel periodo della sua direzione che venne edificata la cosiddetta Tribuna di Galileo.